# HMS Furious (47)
HMS Furious là một tàu tuần dương hạng nhẹ lớn thuộc lớp Glorious cải tiến (một dạng phát triển cực đoan của tàu chiến-tuần dương) của Hải quân Hoàng gia Anh được cải biến thành một tàu sân bay hạng nhẹ. Nó từng tham gia hoạt động trong cả Chiến tranh Thế giới lần thứ nhất lẫn thứ hai trước khi được đưa về lực lượng dự bị vào năm 1944 và tháo dỡ vào năm 1948.

## Thiết kế và chế tạo

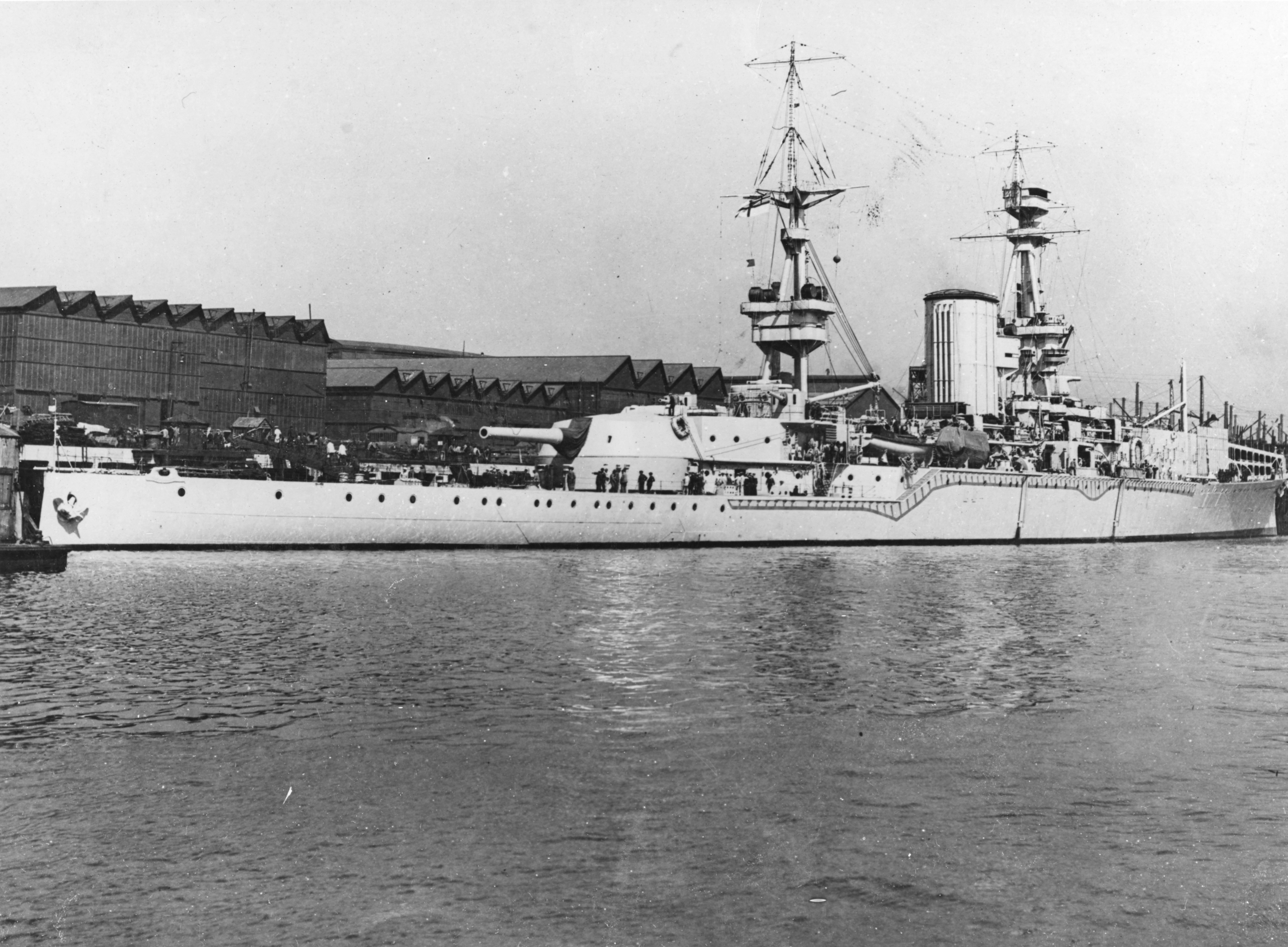
HMS Furious nhìn phía đuôi tàu trước khi tháo bỏ tháp pháo 457 mm (18 inch).

HMS Furious thuộc vào lớp "tàu tuần dương lớn hạng nhẹ", trong đó còn có những chiếc HMS Courageous và HMS Glorious, là những đứa con tinh thần của Đô đốc John Fisher, và được thiết kế như những "tàu diệt tàu tuần dương hạng nhẹ". Thoạt tiên chúng được dự định để hỗ trợ các chiến dịch gần bờ biển nước Đức tại vùng nước nông của biển Baltic trong Thế Chiến I, mà cuối cùng không bao giờ thực hiện. Thiết kế ban đầu của nó là một tàu tuần dương có lớp vỏ giáp khá yếu, nhưng lại trang bị hai khẩu pháo lớn với cỡ nòng lên đến 457 mm (18 inch), một phía trước và một phía sau; với dự tính có một tàu chiến hỏa lực rất mạnh hoạt động chung với các tàu chiến nhỏ hơn tại các eo biển hẹp của vùng biển Baltic. Tuy nhiên, trong khi được chế tạo, người ta nhận ra là nó sẽ hữu ích hơn trong một vai trò hoàn toàn khác hẳn. Chỉ có một trong hai tháp pháo chính được lắp đặt, tháp pháo phía trước được cho tháo dỡ trước khi hạ thủy, và thay thế bằng một sàn đáp dài 49 m (160 ft) dành cho máy bay cất cánh, với một sàn chứa máy bay bên dưới. Khẩu pháo 457 mm (18 inch) phía đuôi được giữ lại và được thử nghiệm vào tháng 7 năm 1917. Kết quả thử nghiệm cho thấy cấu trúc nhẹ của thân tàu không thể chịu đựng được sức giật của khẩu pháo có cỡ nòng quá lớn, vì vậy người ta quyết định sẽ tháo nốt tháp pháo còn lại.

## Lịch sử hoạt động

### Thử nghiệm đáp máy bay

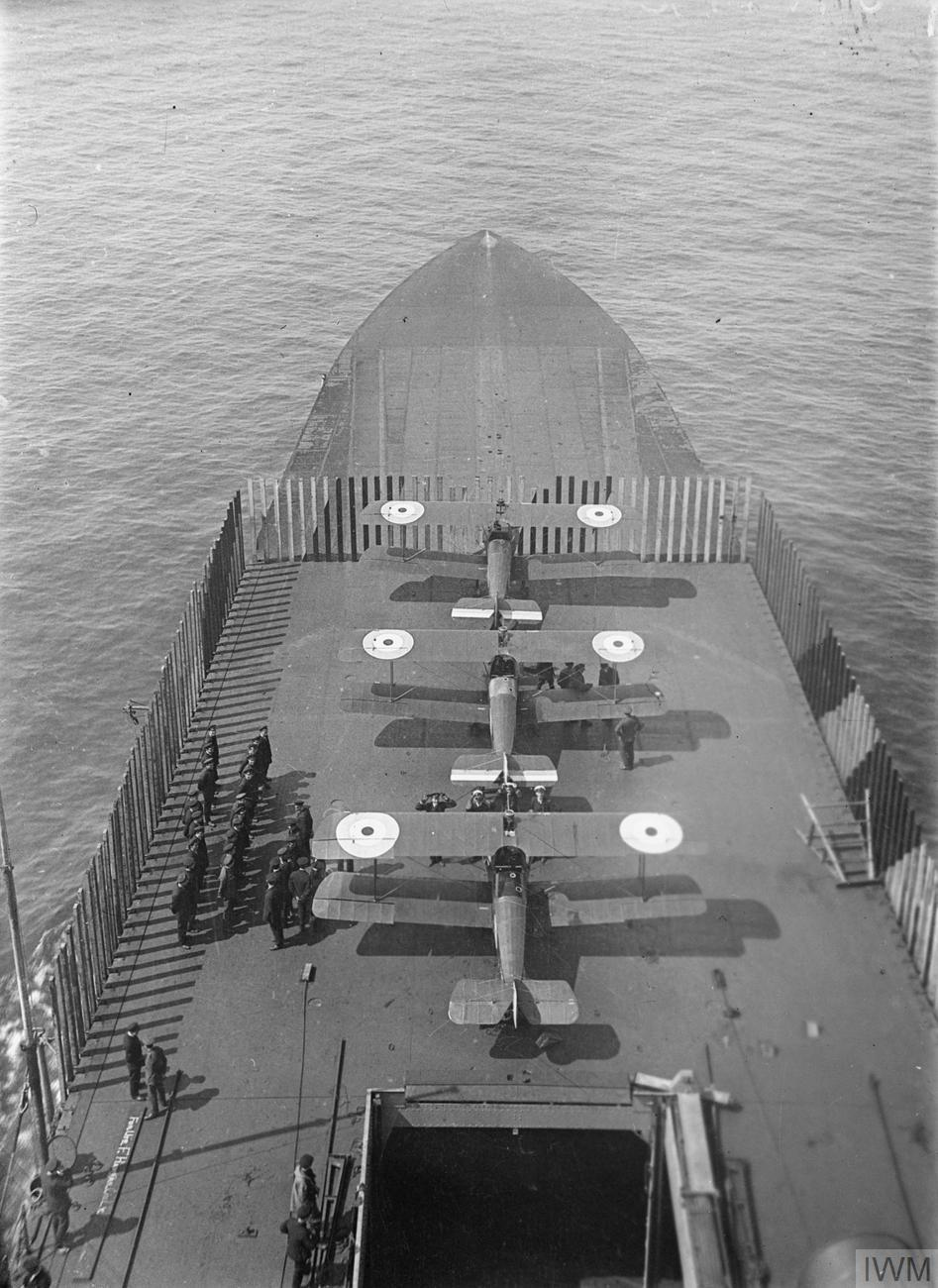
HMS Furious cùng những chiếc Sopwith Camel trên sàn đáp phía trước

Ngày 2 tháng 8 năm 1917, trong khi tiến hành các thử nghiệm, Thiếu tá phi công Không quân Hoàng gia Anh Edwin H. Dunning đã cho hạ cánh một chiếc máy bay Sopwith Pup, được tin là mang số hiệu N6453, thành công lên trên chiếc Furious, trở thành người đầu tiên cho hạ cánh một máy bay trên một tàu đang di chuyển. Sang ngày 7 tháng 8, ông thực hiện một lần hạ cánh thành công nữa; tuy nhiên, trong cố gắng lần thứ ba trên chiếc Pup N6452, ông nỗ lực để thực hiện một cú đáp hoàn hảo hơn, nhưng không may là động cơ bố trí hình tròn bị tắc nghẽn và chiếc máy bay bị rơi bên mạn phải con tàu làm ông thiệt mạng. Sự bố trí các sàn đáp không thỏa đáng; để hạ cánh, máy bay phải cơ động vòng qua cấu trúc thượng tầng của con tàu.

### Thế Chiến I
Chiếc tàu chiến quay trở lại ụ tàu vào năm 1917 để tháo dỡ tháp súng phía sau đuôi, thay thế bằng một sàn đáp nữa dài 91 m (300 ft) để hạ cánh và một sàn chứa máy bay thứ hai, khiến cho nó có cả sàn đáp và sàn phóng máy bay. Hai thang nâng phục vụ cho sàn chứa máy bay cũng được lắp đặt.
Sau khi được đưa vào hoạt động ngày 15 tháng 3 năm 1918, Furious cùng những máy bay phối thuộc cho nó đã hoạt động trong một số trận chiến quan trọng trong Chiấn tranh Thế giới thứ nhất, đáng kể là trận Không kích Tondern vào tháng 7 năm 1918 khi những chiếc Sopwith Camel của nó tấn công nhà ga chứa Zeppelin tại Tondern.

### Việc cải tạo
Sau khi chiến tranh kết thúc, Furious được đưa về lực lượng dự bị, và chờ đợi số phận được các nhà chiến lược hải quân Anh quyết định. Khi Hiệp ước Hải quân Washington được ký vào năm 1922, khiến tổng tải trọng các tàu chiến bị dư ra, và nhờ những kinh nghiệm có được từ các tàu chở máy bay khác, Furious được đưa vào ụ tàu để tháo dỡ toàn bộ cấu trúc thượng tầng, trang bị cho nó một sàn đáp chính dọc suốt chiều dài con tàu, và một sàn phóng máy bay ngắn hơn ở bên dưới hướng về phía mũi. Furious tái hoạt động với sàn đáp máy bay mới vào tháng 9 năm 1925.
Việc tháo dỡ cấu trúc thượng tầng nặng nề trước đây đã loại trừ được vấn đề tiếp diễn về nhiễu loạn không khí suốt sàn đáp phía sau, và đã tạo ra một hình mẫu cho các tàu sân bay khác được chế tạo trong những năm 1920. Do không có bất kỳ một cấu trúc thượng tầng nào như những chiếc tàu sân bay khác sau này, Furious được điều khiển từ một cầu tàu dẫn đường đặt bên mạn phải phía trước sàn đáp, trong khi việc điều khiển không lưu được thực hiện từ một vị trí lân cận bên mạn trái. Chiếc tàu chiến được sử dụng rộng rãi trong những năm 1920 và 1930 như một nền tảng để phát triển kỹ thuật và chiến thuật sử dụng tàu sân bay cũng như máy bay xuất phát từ tàu sân bay trong Hải quân Hoàng gia. Trong thập niên 1930, nó được tái cấu trúc một lần nữa, khi sàn phóng máy bay bên dưới được cải tạo thành một sàn hỏa lực với nhiều khẩu đội pháo phòng không, và được bổ sung một đảo cấu trúc thượng tầng nhỏ. Với cấu hình cuối cùng như thế mà chiếc tàu sân bay đã phục vụ trong Thế Chiến II.

### Thế Chiến II và sau đó
Khi Chiến tranh thế giới thứ hai nổ ra, Furious được bố trí hoạt động cùng Hạm đội Nhà, thoạt tiên là săn đuổi các tàu ngầm U-boat của Đức tại Đại Tây Dương, và vào cuối tháng 7 năm 1941, nó tham gia cuộc không kích bất hạnh xuống Kirkenes và Petsamo trong vùng biển Bắc Cực. Chiếc tàu sân bay tham gia chuyên chở kim loại quý đến Canada, rồi trải qua một đợt tái trang bị tại Hoa Kỳ từ tháng 10 năm 1941 đến tháng 4 năm 1942. Đến tháng 10 năm 1942, Furious tham gia Chiến dịch Pedestal, vận chuyển máy bay tăng viện đến Malta. Sau khi được tái trang bị một lần nữa tại Mỹ, Furious tham gia Chiến dịch Torch, cuộc đổ bộ quân đội Đồng Minh lên Bắc Phi, vào tháng 11 năm 1942. Sang năm 1943, chiếc tàu sân bay thực hiện các cuộc không kích vào các tàu bè Đức, cũng như tấn công chiếc thiết giáp hạm Tirpitz tại Altafjord, Na Uy. Tuy nhiên, khi chiến tranh tiếp diễn, sự cũ kỹ và những giới hạn của chiếc tàu sân bay ngày càng rõ ràng, và nó được thay thế bằng những tàu chiến hiện đại hơn. Furious được đưa về lực lượng dự bị vào tháng 9 năm 1944, và sau khi chiến tranh kết thúc, nó bị bán để tháo dỡ vào năm 1948. Công việc tháo dỡ được bắt đầu vào ngày 15 tháng 3 năm 1948 tại Troon.